# 莱索尔姆 (罗讷省)
莱索尔姆（法語：Les Olmes，法語發音：[le.z‿ɔlm]）是法国罗讷省的一个旧市镇，属于索恩河畔自由城区。2019年，莱索尔姆与临近的3个市镇合并为新市镇蒂尔迪讷河畔万德里。

## 地理
莱索尔姆（45°53'0"N, 4°30'59"E）面积2.78 平方千米，位于法国奥弗涅-罗讷-阿尔卑斯大区罗讷省，该省份为法国中东部省份，北起顺时针与索恩-卢瓦尔省、安省、里昂大都会、伊泽尔省和卢瓦尔省接壤。
与莱索尔姆接壤的市镇（或旧市镇、城区）包括：圣卢、蒂尔迪讷河畔蓬沙拉、萨尔塞、圣罗曼德波佩。

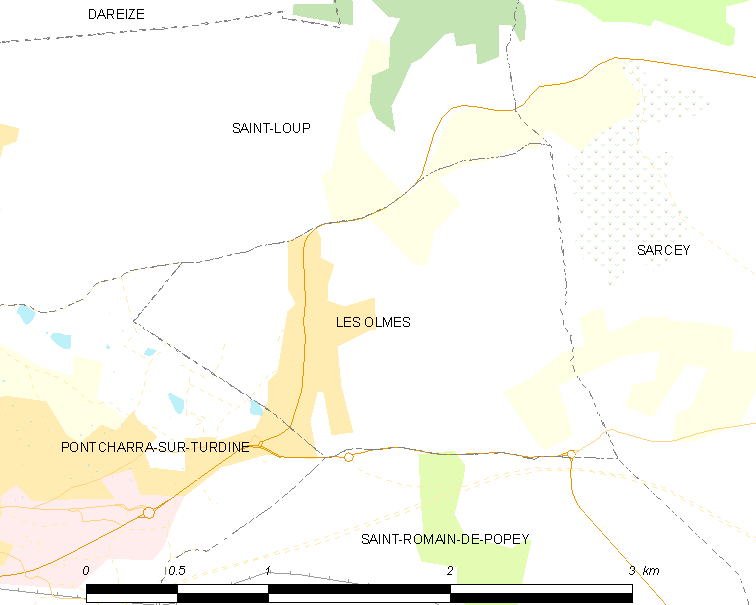
的OSM定位图

莱索尔姆的时区为UTC+01:00、UTC+02:00（夏令时）。

## 行政
莱索尔姆的邮政编码为69490，INSEE市镇编码为69147。

## 政治
莱索尔姆所属的省级选区为塔拉尔县。

## 人口

1962-2008年间人口变化图示

莱索尔姆于2018年1月1日时的人口数量为829人。